# Великобритания на зимних Олимпийских играх 1980
Великобритания принимала участие в Зимних Олимпийских играх 1980 года в Лейк-Плесиде (США) в тринадцатый раз, и завоевала одну золотую медаль. Сборную страны представляли 48 спортсменов.

## Медали
Золото
- Фигурное катание, мужчины — Робин Казинс.

## Состав сборной
Сборную страны представляли 48 спортсменов: 12 женщин и 36 мужчин, которые соревновались в 7 видах спорта:
Самой молодой участницей британской сборной была 13-летняя фигуристка Сюзен Гарланд, самым старшим участником — 36-летний саночник Джереми Палмер-Томкинсон.

## Результаты

### Горнолыжный спорт

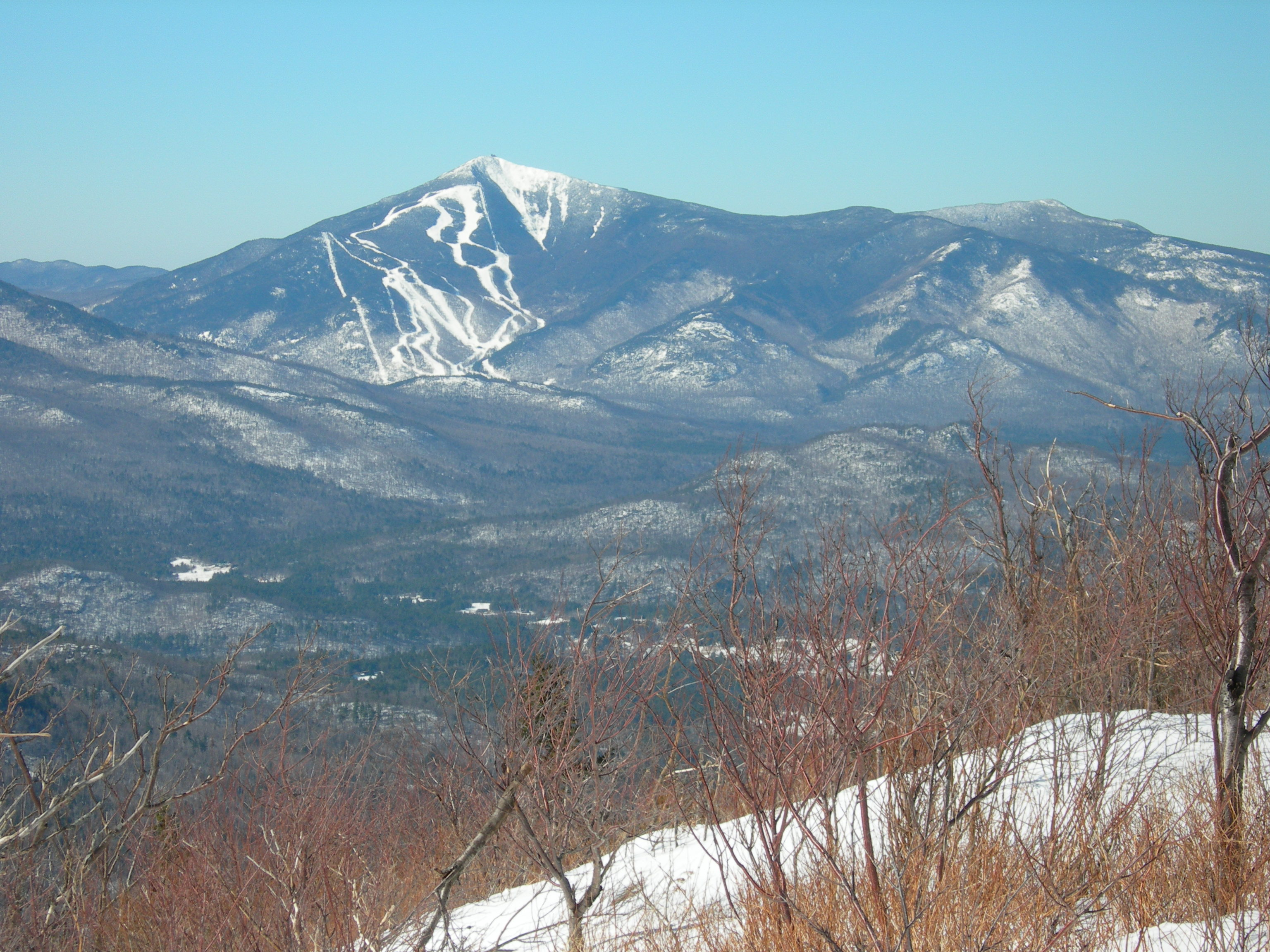
Место проведения: Уайтфейс Маунтин

Соревнования прошли с 14 по 23 февраля на горе Уайтфейс (англ. Whiteface Mountain) близ городка Уилмингтон, северо-восточнее Лейк-Плэсида. Было разыграно 6 комплектов наград — слалом, гигантский слалом и скоростной спуск у мужчин и женщин. Соревнования входили также и в зачёт чемпионата мира.

### Конькобежный спорт
Мужчины
| Дистанция | Спортсмен      | Результат         | Результат |
| Дистанция | Спортсмен      | Время             | Место     |
| --------- | -------------- | ----------------- | --------- |
| 500 м     | Арчи Маршалл   | дисквалифицирован | –         |
| 1000 м    | Арчи Маршалл   | 2:00.93           | 40        |
| 1500 m    | Алан Люк       | 2:17.79           | 34        |
| 1500 m    | Джеффри Сэндис | 2:15.06           | 33        |
| 5000 м    | Джеффри Сэндис | 8:01.09           | 28        |
| 5000 м    | Джон Френч     | 7:59.62           | 27        |
| 5000 м    | Алан Люк       | 7:52.65           | 26        |
| 10000 м   | Джон Френч     | 16:17.56          | 24        |

Женщины
| Дистанция | Спортсменка            | Результат          | Результат |
| Дистанция | Спортсменка            | Время              | Место     |
| --------- | ---------------------- | ------------------ | --------- |
| 500 м     | Ким Ферран             | 47.25              | 30        |
| 1000 м    | Аманда «Мэнди» Хорспул | 1:36.31            | 37        |
| 1000 м    | Ким Ферран             | 1:34.19            | 35        |
| 1500 м    | Ким Ферран             | дисквалифицирована | –         |
| 1500 м    | Аманда Хорспул         | 2:23.05            | 28        |
| 3000 м    | Аманда Хорспул         | 5:08.78            | 26        |